# David Brink
David Liddell Brink, detto Dave (St. Paul, 25 novembre 1947 – 29 giugno 2019), è stato un pistard statunitense.
Ciclista dilettante, diventa campione nazionale di inseguimento individuale su pista nel 1966, 1967 e 1968. Si classifica inoltre quarto nell'inseguimento ai Giochi panamericani 1967 e gareggia nella prova di inseguimento ai Giochi olimpici 1968, arrivando diciottesimo. Si ritira dall'attività nel 1969, diventando un camionista.